# Stenosoma spinosum
Stenosoma spinosum là một loài chân đều trong họ Idoteidae. Loài này được Amar miêu tả khoa học năm 1957.